# Иерархическая структура работ
Иерархическая структура работ (ИСР) (англ. Work Breakdown Structure, WBS; иногда Структура декомпозиции работ, СДР) — это иерархическое разбиение всей работы, которую необходимо выполнить для достижения целей проекта, на более мелкие операции и действия до такого уровня, на котором способы выполнения этих действий вполне ясны и соответствующие работы могут быть оценены и спланированы. Она включает также определение промежуточных результатов всех составляющих эту структуру работ.

## Основные термины и определения
Work (Работа) — непрерывное физическое или умственное усилие, направленное на преодоление препятствий и достижение целей или результатов; специфическая задача, обязанность, функция или задание, часто являющиеся частью фазы или другой, большей по объему работы; что-то, производимое или выполняемое в результате усилия или применения навыков (квалификации).
Breakdown (Декомпозиция) — разделение на части или категории, выделение простых составляющих.
Structure (Структура) — фиксированное упорядоченное множество объектов и отношений между ними, классификация чего-либо по заданному основанию.
Эти определения означают, что иерархическая структура работ имеет следующие характеристики:
- Описывает с необходимой точностью содержание работ по проекту.
- Определяет весь объем работ по проекту.
- Формируется в виде иерархической структуры (проект декомпозируется /субпакеты и т. д. работ).
- Представляет объем работ по пакету как перечень работ, имеющих измеримый или сравнимый результат.
- Имеет объективный или измеримый результат, который рассматривается как результат работы по пакету или совокупность результатов работ.